# Конституционный референдум на Гренаде (2016)
Конституционный референдум на Гренаде проходил 24 ноября 2016 года, он стал первым референдумом в истории страны. Избиратели должны были одобрить семь поправок к Конституции, причём голосование проводилось отдельно по каждой статье. Для одобрения поправки две трети действительных бюллетеней должны были быть в пользу предлагаемого изменения. В результате референдума все семь поправок были отвергнуты.

## Поправки
На референдум было вынесено 7 поправок к Конституции:
- Апелляционный Карибский суд становился высшим апелляционным судом (вместо Судебного комитета Тайного совета Великобритании). Верховный суд Гренады и ассоциированных государств Вест-Индии переименовывался в Восточно-карибский верховный суд. Введение кодекса поведения для государственных служащих; присяга на верность Гренады (вместо присяги на верность королеве).[3] (Карибский суд и др. судебные поправки)
- Создание Комиссии по выборам и границам для замены Комиссии по границам избирательных округов и Контролёра выборов.[3] (Комиссия по выборам и границам)
- Разрешение лидеру партии с наибольшим количеством голосов быть назначенным лидером Оппозиции и получить место в Палате представителей, если вторая партия не получила ни одного места в результате парламентских выборов.[3] (Обеспечение лидера Оппозиции)
- Ввести фиксированные даты выборов, с той оговоркой, что вотум недоверия может спровоцировать досрочные выборы.[3] (Фиксированная дата выборов)
- Изменение официального названия государства Гренада «Гренада, Карриаку и Пти-Мартиника».[3] (Название страны)
- Расширение перечня основных прав и свобод.[3] (Права и свободы)
- Ограничение срока полномочий премьер-министра до трёх последовательных сроков пребывания в должности.[3] (Срок полномочий премьер-министра)

## Результаты
| Вопрос                                | «За»   | «За»  | «Против» | «Против» | Недействительных/ пустых бюллетеней | Всего  | Зарегистрированных избирателей | Явка  |
| Вопрос                                | Голоса | %     | Голоса   | %        | Недействительных/ пустых бюллетеней | Всего  | Зарегистрированных избирателей | Явка  |
| ------------------------------------- | ------ | ----- | -------- | -------- | ----------------------------------- | ------ | ------------------------------ | ----- |
| Карибский суд и др. судебные поправки | 9 634  | 43,31 | 12 612   | 56,69    | 892                                 | 23 138 | 71 241                         | 32,48 |
| Комиссия по выборам и границам        | 8 936  | 40,34 | 13 217   | 59,66    | 973                                 | 23 126 | 71 241                         | 32,46 |
| Обеспечение лидера Оппозиции          | 6 110  | 28,29 | 15 485   | 71,71    | 1 468                               | 23 063 | 71 241                         | 37,37 |
| Фиксированная дата выборов            | 7 076  | 32,77 | 14 514   | 67,23    | 1 536                               | 23 126 | 71 241                         | 32,46 |
| Название страны                       | 9 690  | 43,75 | 12 458   | 56,25    | 996                                 | 23 144 | 71 241                         | 32,49 |
| Права и свободы                       | 5 052  | 23,58 | 16 373   | 76,42    | 1 673                               | 23 098 | 71 241                         | 32,42 |
| Срок полномочий премьер-министра      | 5 395  | 26,11 | 15 270   | 73,89    | 2 415                               | 23 080 | 71 241                         | 32,40 |
| Источник: PEO                         |        |       |          |          |                                     |        |                                |       |